# Oberedlitz
Oberedlitz (slawisch: Ober Edlicz) ist ein Dorf und eine Katastralgemeinde der Gemeinde Thaya im Bezirk Waidhofen an der Thaya (Österreich) mit 79 Einwohnern (Stand: 1. Jänner 2024). 

## Geografie
Oberedlitz liegt an der Thaya auf einer Seehöhe zwischen 470 und 520 m. Hier führte früher die Thayatalbahn vorbei, die aber wegen Hochwassers im Juni 2006 außer Betrieb gestellt und später demontiert wurde.  Die nächstgelegene Stadt, Waidhofen an der Thaya, ist 8 km entfernt.

## Geschichte
Der Ort wurde erstmals um 1400 erwähnt. 1848 bildeten Ober- und Nieder-Edlitz und Eggmanns zusammen eine politische Gemeinde; 1888 trennten sich Ober-Edlitz und Eggmanns ab und bildeten eine eigene Gemeinde; 1971 schlossen sich auch Oberedlitz und Eggmanns der Marktgemeinde Thaya an, womit die Bildung der Großgemeinde Thaya abgeschlossen war.
Seit 1900 ist die Bevölkerungsentwicklung rückgängig; 1901 lebten noch 163 Leute in Oberedlitz. Laut Adressbuch von Österreich waren im Jahr 1938 in der Ortsgemeinde Oberedlitz ein Gemischtwarenhändler, ein Schmied, ein Tischler, ein Viktualienhändler und mehrere Landwirte ansässig.

## Öffentliche Einrichtungen
Im Jahre 1928 gründeten die Ober-Edlitzer ihre Freiwillige Feuerwehr, die jüngste im Gemeindegebiet Thaya. Sie zählt heute 43 Mitglieder.

## Persönlichkeiten
- Eduard Köck, Ortsvorsteher und Bürgermeister der Gemeinde Thaya